# Raionul Polohî (pre-2020), Zaporijjea
Polohî (în ucraineană Пологівський район, transliterat: Polohivskîi raion) este un raion în regiunea Zaporijjea, Ucraina. Reședința sa este orașul Polohî.

## Demografie
Componența lingvistică a raionului Polohî
     Ucraineană (92,87%)
     Rusă (6,54%)
     Alte limbi (0,21%)
Conform recensământului din 2001, majoritatea populației raionului Polohî era vorbitoare de ucraineană (92,87%), existând în minoritate și vorbitori de rusă (6,54%).